# 고카야마

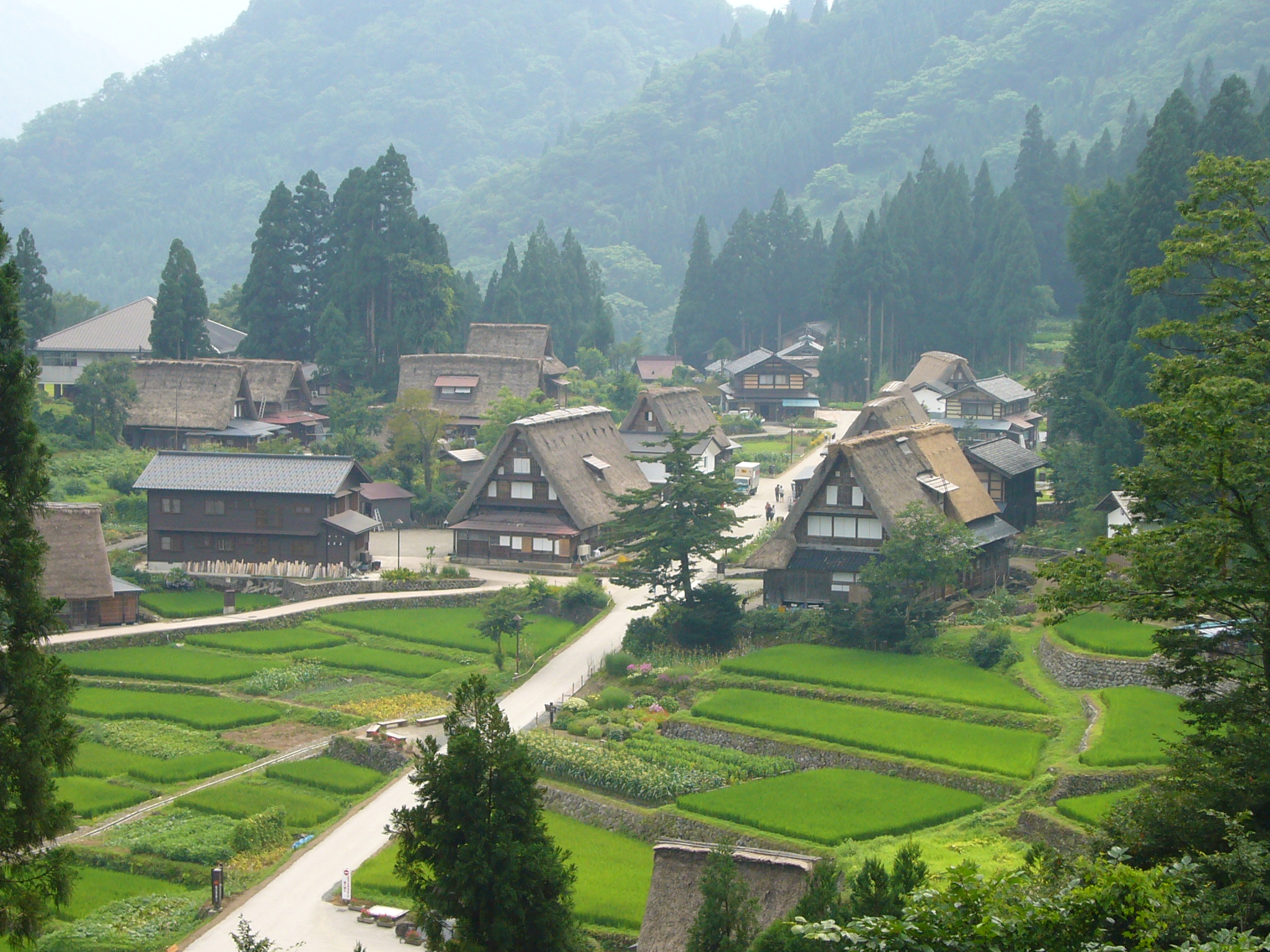
고카야마의 갓쇼즈쿠리 양식의 집

고카야마(五箇山)는 도야마현 난토시에 있는 마을이다. 전통적인 갓쇼즈쿠리 양식의 집들로 이루어진 독특한 장소로 기후현 시라카와촌과 함께 유네스코 세계유산으로 지정되어있다. 이러한 전통적인 건조물이 유지되는 것은 쇼가와 강 상류의 격리된 곳에 위치한 마을이기 때문이다. 이것은 일본의 대부분 지역이 현대화되는 동안에도 고카야마에 전통적인 생활양식과 문화가 잘 남아있는 이유이기도 하다. 집들의 대부분은 300년 이상 된 것들이다.

## 같이 보기
- 시라카와 향·고카야마의 갓쇼즈쿠리 마을(유네스코 세계유산)